# 모루

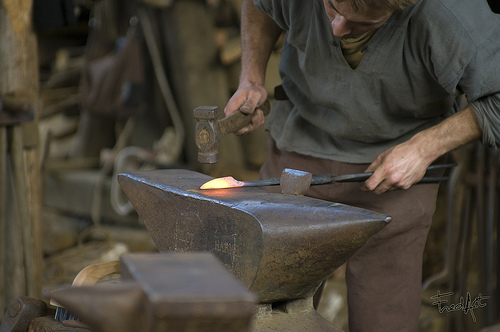

모루(anvil)는 무언가를 올려놓고 두들기기 위한 도구이다. 대장일을 할 때 주로 쓰이며, 강철이나 주철로 만든다.

## 같이 보기
- 모루구름